# Formotensha basalis
Formotensha basalis är en fjärilsart som beskrevs av Moore 1879. Formotensha basalis ingår i släktet Formotensha och familjen tandspinnare. Inga underarter finns listade i Catalogue of Life.